# Świerzno, Tỉnh West Pomeranian
Wierzno [ˈɕfjɛʐnɔ] (tiếng Đức: Schwirsen)  là một ngôi làng ở hạt Kamień, West Pomeranian Voivodeship, ở phía tây bắc Ba Lan. Đó là chỗ ngồi của gmina (khu hành chính) được gọi là Gmina wierzno. Nó nằm khoảng 12 kilômét (7 mi) phía đông Kamień Pomorski và 66 km (41 mi) về phía đông bắc của thủ đô khu vực Szczecin.
Trước năm 1945, khu vực này là một phần của Đức. Đối với lịch sử của khu vực, xem Lịch sử của Pomerania.
Ngôi làng có dân số 670 người.

## Cư dân đáng chú ý
- Ernst Ziemer (1911-1986), sĩ quan Wehrmacht